# Popis vrsta roda Justicia
Popis vrsta roda Justicia

### A
1. Justicia abeggii Urb. & Ekman
2. Justicia abscondita Champl.
3. Justicia aconitiflora (A.Meeuse) Cubey
4. Justicia acuta (C.B.Clarke) Fourc.
5. Justicia acutangula H.S.Lo & D.Fang
6. Justicia acutifolia Hedrén
7. Justicia addisoniensis (Elmer) C.M.Gao & Y.F.Deng
8. Justicia adenothyrsa (Lindau) T.F.Daniel
9. Justicia adhaerens Wassh. & J.R.I.Wood
10. Justicia adhatoda L.
11. Justicia adhatodoides (E.Mey. ex Nees) V.A.W.Graham
12. Justicia aequalis Benoist
13. Justicia aequilabris (Nees) Lindau
14. Justicia aequiloculata Benoist
15. Justicia aethes Leonard
16. Justicia afromontana Hedrén
17. Justicia agria Alain & Leonard
18. Justicia alainii Stearn
19. Justicia alanae T.F.Daniel
20. Justicia albadenia (Rusby) Wassh. & J.R.I.Wood
21. Justicia albobractea Leonard
22. Justicia albovelata W.W.Sm.
23. Justicia alboviridis Benoist
24. Justicia alchorneeticola Champl.
25. Justicia alexandri R.Atk.
26. Justicia allenii (Leonard) Durkee
27. Justicia almedae T.F.Daniel
28. Justicia alopecuroidea T.F.Daniel
29. Justicia alpina Lindau
30. Justicia alsinoides Leonard
31. Justicia alterniflora Vollesen
32. Justicia alternifolia C.B.Clarke
33. Justicia altior Kiel & Hammel
34. Justicia altoamazonica J.R.I.Wood
35. Justicia amanda Hedrén
36. Justicia amazonica (Nees) Lindau
37. Justicia amblyosepala D.Fang & H.S.Lo
38. Justicia amherstia Bennet
39. Justicia amphibola (Leonard) J.R.I.Wood
40. Justicia amplifolia T.F.Daniel
41. Justicia anabasa Leonard
42. Justicia anagalloides (Nees) T.Anderson
43. Justicia andrographioides C.B.Clarke
44. Justicia andromeda (Lindau) J.C.Manning & Goldblatt
45. Justicia anfractuosa C.B.Clarke
46. Justicia angustata Warb.
47. Justicia angustiflora D.N.Gibson
48. Justicia anisophylla (Mildbr.) Brummitt
49. Justicia anisotoides J.R.I.Wood
50. Justicia ankaratrensis Benoist
51. Justicia ankazobensis Benoist
52. Justicia anselliana (Nees) T.Anderson
53. Justicia antirrhina Nees & Mart.
54. Justicia antsingensis Benoist
55. Justicia aphelandroides (Mildbr.) Wassh.
56. Justicia aquatica Benoist
57. Justicia arborescens Durkee & McDade
58. Justicia arbuscula Benoist
59. Justicia archeri Leonard
60. Justicia arcuata Wassh. & J.R.I.Wood
61. Justicia areysiana Deflers
62. Justicia argyrostachya (Nees) T.Anderson
63. Justicia aristeguietae Leonard
64. Justicia asclepiadea (Nees) Wassh. & C.Ezcurra
65. Justicia aspera (Nees) Y.Tong & Y.F.Deng
66. Justicia asystasioides (Lindau) M.E.Steiner
67. Justicia atacta Leonard
68. Justicia atkinsonii T.Anderson
69. Justicia attenuata A.L.A.Côrtes & Rapini
70. Justicia aurantiimutata Hammel & J.Gómez
71. Justicia aurea Schltdl.
72. Justicia austroguangxiensis H.S.Lo & D.Fang
73. Justicia austrosinensis H.S.Lo & D.Fang
74. Justicia axillaris (Nees) Lindau
75. Justicia axiologa (Leonard) J.R.I.Wood
76. Justicia aymardii Wassh.

### B
1. Justicia baillonii Scott Elliot
2. Justicia bakeri Scott Elliot
3. Justicia balansae Lindau
4. Justicia balslevii Wassh.
5. Justicia barapaniensis P.Soumya & Sunojk.
6. Justicia baravensis C.B.Clarke
7. Justicia bartlettii (Leonard) D.N.Gibson
8. Justicia baumii S.Moore
9. Justicia beckii Wassh. & J.R.I.Wood
10. Justicia beddomei (C.B.Clarke) Bennet
11. Justicia beloperonoides Lindau
12. Justicia bequaertii De Wild.
13. Justicia betancurii J.R.I.Wood
14. Justicia bicalcarata Craib
15. Justicia birae A.S.Reis, F.A.Silva, A.Gil & Kameyama
16. Justicia bitarkarae J.Gómez
17. Justicia bizuneshiae Ensermu
18. Justicia blackii Leonard
19. Justicia blechoides (Lindau) Stearn
20. Justicia boaleri Hedrén
21. Justicia boerhaviifolia (Nees) T.Anderson
22. Justicia bojeriana (Nees) R.Baron
23. Justicia bolavenensis Y.F.Deng
24. Justicia boliviana Rusby
25. Justicia boliviensis (Bremek.) V.A.W.Graham
26. Justicia bolomboensis De Wild.
27. Justicia bolusii C.B.Clarke
28. Justicia borrerae (Hemsl.) T.F.Daniel
29. Justicia bracteosa (Mildbr.) Leonard
30. Justicia bradeana Profice
31. Justicia brandbygei Wassh.
32. Justicia brandegeeana Wassh. & L.B.Sm.
33. Justicia brandisii T.Anderson
34. Justicia brasiliana Roth
35. Justicia breedlovei T.F.Daniel
36. Justicia brenesii (Leonard) D.N.Gibson
37. Justicia breteleri Wassh.
38. Justicia brevipedunculata Ensermu
39. Justicia brevipila Hedrén
40. Justicia breviracemosa Vollesen
41. Justicia brevispica Benoist
42. Justicia bridsoniana Vollesen
43. Justicia buchholzii (Lindau) I.Darbysh.
44. Justicia buchii Urb.
45. Justicia bullata (Nees) Profice
46. Justicia burchellii Hiern

### C
1. Justicia cabrerae Leonard
2. Justicia caerulea Forssk.
3. Justicia californica (Benth.) D.N.Gibson
4. Justicia calliantha Leonard
5. Justicia callopsoidea Vollesen
6. Justicia callothamnum (Munday) J.C.Manning & Goldblatt
7. Justicia caloneura Kurz
8. Justicia calyculata Deflers
9. Justicia calzadillae J.R.I.Wood
10. Justicia camerunensis (Heine) I.Darbysh.
11. Justicia campanulata Benoist
12. Justicia campechiana Standl.
13. Justicia campenonii Benoist
14. Justicia campii Wassh.
15. Justicia campylostemon (Nees) T.Anderson
16. Justicia canbyi Greenm.
17. Justicia candida Benoist
18. Justicia capensis Thunb.
19. Justicia capitata (T.Anderson ex Hook.f.) L.H.Cramer
20. Justicia caracasana Jacq.
21. Justicia cardiochlamys Lindau
22. Justicia cardiophylla D.Fang & H.S.Lo
23. Justicia carnea Lindl.
24. Justicia carnosa Hedrén
25. Justicia carthaginensis Jacq.
26. Justicia cataractae Leonard
27. Justicia catenula Champl.
28. Justicia catharinensis Lindau
29. Justicia caudatifolia (H.S.Lo & D.Fang) Z.P.Hao, Y.F.Deng & T.F.Daniel
30. Justicia cauliflora Durkee
31. Justicia ceylanica T.Anderson
32. Justicia chacoensis Wassh. & C.Ezcurra
33. Justicia chaconii Gómez-Laur.
34. Justicia chaetocephala (Mildbr.) Leonard
35. Justicia chalaensis Vollesen
36. Justicia chalmersii Lindau
37. Justicia chamaephyton D.N.Gibson
38. Justicia chamaeranthemoides (Kuntze) T.F.Daniel
39. Justicia championii T.Anderson ex Benth.
40. Justicia chapadensis S.Moore
41. Justicia chapana Wassh.
42. Justicia chapareensis Wassh. & J.R.I.Wood
43. Justicia chaponensis Leonard
44. Justicia charadrophila Leonard
45. Justicia chimalapensis T.F.Daniel
46. Justicia chimboracensis Wassh.
47. Justicia chiriquiensis Durkee
48. Justicia chlamidocalyx A.L.A.Côrtes & Rapini
49. Justicia chloanantha Leonard
50. Justicia chloroptera Baker
51. Justicia chol T.F.Daniel
52. Justicia chrysea Leonard
53. Justicia chrysocoma Leonard
54. Justicia chrysotrichoma (Nees) Benth. & Hook.f.
55. Justicia chuquisacensis Wassh. & J.R.I.Wood
56. Justicia circulibracteata Durkee & McDade
57. Justicia ciriloi T.F.Daniel
58. Justicia claessensii De Wild.
59. Justicia clarkii Wassh.
60. Justicia clausseniana (Nees) Profice
61. Justicia cleomoides S.Moore
62. Justicia clinopodium A.Gray ex Greenm.
63. Justicia clivalis Wassh.
64. Justicia coahuilana T.F.Daniel
65. Justicia cobensis Lundell
66. Justicia cochinchinensis Benoist
67. Justicia colorata (Nees) Wassh.
68. Justicia columbiensis (Leonard) V.A.W.Graham
69. Justicia concavibracteata Lindau
70. Justicia congestiflora Benoist
71. Justicia congrua Lindau
72. Justicia consanguinea (Lindau) Wassh. & C.Ezcurra
73. Justicia cooleyi Monach. & Leonard
74. Justicia coppenamensis Wassh.
75. Justicia cordata T.Anderson
76. Justicia corumbensis (Lindau) Wassh. & C.Ezcurra
77. Justicia costaricana Leonard
78. Justicia coursii Benoist
79. Justicia cowanii Leonard
80. Justicia craibii W.W.Sm.
81. Justicia crassiradix C.B.Clarke
82. Justicia crassiuscula (P.G.Mey.) J.C.Manning & Goldblatt
83. Justicia crebrinodis Benoist
84. Justicia crenata (Leonard) Durkee
85. Justicia croceochlamys Leonard
86. Justicia cuatrecasasii Wassh.
87. Justicia cubana Alain
88. Justicia cufodontii (Fiori) Ensermu
89. Justicia cuicatlana T.F.Daniel
90. Justicia cuixmalensis T.F.Daniel & E.J.Lott
91. Justicia culubritae Urb.
92. Justicia cuneata Vahl
93. Justicia cuneifolia Nees & Mart.
94. Justicia cuspidulata (Nees) Wassh.
95. Justicia cuzcoensis Lindau
96. Justicia cydoniifolia (Nees) Griseb.
97. Justicia cymulifera T.F.Daniel
98. Justicia cynosuroides Benoist
99. Justicia cyrtantheriformis (Rizzini) Profice
100. Justicia cystolithosa Leonard

### D
1. Justicia daidalea Leonard
2. Justicia dalaensis Benoist
3. Justicia dallarii Fiori
4. Justicia damingensis (H.S.Lo) H.S.Lo
5. Justicia dasycarpa Kurz
6. Justicia deaurata Hammel & Gómez-Laur.
7. Justicia decaryi Benoist
8. Justicia decumbens Craib
9. Justicia decurrens J.B.Imlay
10. Justicia decurvata Hilsenb.
11. Justicia decussata Roxb.
12. Justicia dejecta Benoist
13. Justicia delascioi Wassh.
14. Justicia delicatula Scott Elliot
15. Justicia dendropila T.F.Daniel
16. Justicia densibracteata Durkee & McDade
17. Justicia densiflora (Oerst.) V.A.W.Graham
18. Justicia desertorum Engl.
19. Justicia diacantha J.B.Imlay
20. Justicia diclipteroides Lindau
21. Justicia diminuta Benoist
22. Justicia disjuncta Benoist
23. Justicia dispar Merr.
24. Justicia disparifolia Urb. & Ekman
25. Justicia distichotricha Lindau
26. Justicia distincta J.B.Imlay
27. Justicia diversifolia Jenn.
28. Justicia dives Benoist
29. Justicia dregei J.C.Manning & Goldblatt
30. Justicia drummondii Vollesen
31. Justicia dryadum Wassh. & J.R.I.Wood
32. Justicia dubiosa Lindau
33. Justicia dumetorum Morong
34. Justicia dumosa Alain
35. Justicia dusenii (Lindau) Wassh. & L.B.Sm.

### E
1. Justicia eburnea D.N.Gibson
2. Justicia edgarcabrerae T.F.Daniel, Carnevali & Tapia
3. Justicia effusa D.N.Gibson
4. Justicia ekakusuma Pradeep & Sivar.
5. Justicia elegantissima (Lindau) Wassh.
6. Justicia elegantula S.Moore
7. Justicia elliotii S.Moore
8. Justicia eminii Lindau
9. Justicia enarthrocoma Leonard
10. Justicia engleriana Lindau
11. Justicia ensiflora (Standl.) D.N.Gibson
12. Justicia ephemera Leonard
13. Justicia equestris Benoist
14. Justicia erythrantha Leonard
15. Justicia euosmia Lindau
16. Justicia evrardii Benoist
17. Justicia excalcea Benoist
18. Justicia exigua S.Moore
19. Justicia exsul Benoist
20. Justicia extensa T.Anderson

### F
1. Justicia falconensis Wassh.
2. Justicia fanshawei Vollesen
3. Justicia faulknerae Vollesen
4. Justicia ferruginea H.S.Lo & D.Fang
5. Justicia filibracteolata Lindau
6. Justicia fimbriata (Nees) V.A.W.Graham
7. Justicia flaccida Kurz
8. Justicia flagelliformis C.B.Clarke
9. Justicia flava (Forssk.) Vahl
10. Justicia flaviflora (Turrill) Wassh.
11. Justicia fleckii J.C.Manning & Goldblatt
12. Justicia floribunda (K.Koch) Wassh.
13. Justicia flosculosa Profice
14. Justicia fortunensis T.F.Daniel & Wassh.
15. Justicia francoiseana Brummitt
16. Justicia fuchsiifolia Leonard
17. Justicia fuentesii J.R.I.Wood
18. Justicia fulvicoma Schltdl. & Cham.
19. Justicia fulvohirsuta (Rizzini) Profice
20. Justicia funckii Lindau
21. Justicia fusagasugana Leonard

### G
1. Justicia galapagana Lindau ex B.L.Rob.
2. Justicia galeata Hedrén
3. Justicia gardineri Turrill
4. Justicia gendarussa Burm.f.
5. Justicia genistifolia Engl.
6. Justicia genuflexa Nees & Mart.
7. Justicia gesneriflora Rendle
8. Justicia ghiesbreghtiana Lem.
9. Justicia gibsoniae Bennet & Sum.Chandra
10. Justicia gilbertii Vollesen
11. Justicia gilliesii (Nees) Benth. & Hook.f. ex Griseb.
12. Justicia gladiatotheca Champl.
13. Justicia glauca Rottler
14. Justicia glaziovii Lindau
15. Justicia glischrantha Lindau
16. Justicia glomerulata Benoist
17. Justicia glutinosa (Bremek.) V.A.W.Graham
18. Justicia goianiensis Profice
19. Justicia gonzalezii (Greenm.) Henrickson & Hiriart
20. Justicia gorongozana Vollesen
21. Justicia goudotii V.A.W.Graham
22. Justicia graciliflora (Standl.) D.N.Gibson
23. Justicia grandifolia T.Anderson
24. Justicia graphocaula J.B.Imlay
25. Justicia graphophylla Leonard
26. Justicia griffithii T.Anderson
27. Justicia grisea C.B.Clarke
28. Justicia grossa C.B.Clarke
29. Justicia guerkeana Schinz
30. Justicia guineensis (Heine) W.D.Hawth.
31. Justicia gunnari Wassh.
32. Justicia gutierrezii Leonard

### H
1. Justicia hainanensis (C.Y.Wu & H.S.Lo) N.H.Xia & Y.F.Deng
2. Justicia harleyi Wassh.
3. Justicia harlingii (Wassh.) Wassh.
4. Justicia hassleri (Lindau) V.A.W.Graham
5. Justicia hatschbachii (Rizzini) Wassh. & L.B.Sm.
6. Justicia haughtii (Leonard) J.R.I.Wood
7. Justicia hedrenii J.-P.Lebrun & Stork
8. Justicia helonoma Leonard
9. Justicia henricksonii T.F.Daniel
10. Justicia hepperi Heine
11. Justicia herpetacanthoides Leonard
12. Justicia heterocarpa T.Anderson
13. Justicia heterophylla Schltdl.
14. Justicia heterosepala Benoist
15. Justicia heterotricha Mildbr.
16. Justicia hians (Brandegee) Brandegee
17. Justicia hilaris Scott Elliot
18. Justicia hilsenbeckii T.F.Daniel
19. Justicia hintoniorum G.L.Nesom
20. Justicia hirsuta Span.
21. Justicia hochreutineri J.F.Macbr.
22. Justicia hodgei Leonard
23. Justicia holgueri Wassh.
24. Justicia homblei De Wild.
25. Justicia homoea Leonard
26. Justicia hookeriana T.Anderson
27. Justicia huacanensis T.F.Daniel & V.W.Steinm.
28. Justicia huambensis Hedrén
29. Justicia huberi Wassh.
30. Justicia huilensis (Leonard) J.R.I.Wood
31. Justicia humblotii Benoist
32. Justicia hunzikeri Ariza
33. Justicia hygrobia Leonard
34. Justicia hygrophiloides F.Muell.
35. Justicia hylaea Leonard
36. Justicia hylobia Leonard
37. Justicia hylophila Lindau
38. Justicia hyperdasya Leonard
39. Justicia hyssopifolia L.

### I
1. Justicia ianthina Wassh.
2. Justicia idiogenes Leonard
3. Justicia ilhensis (Moric. ex Nees) A.L.A.Côrtes
4. Justicia iltisii Wassh.
5. Justicia imlayae B.Hansen
6. Justicia inaequifolia Brummitt
7. Justicia inamoena Benoist
8. Justicia incana (Nees) T.Anderson
9. Justicia infelix Leonard
10. Justicia inficiens Vahl
11. Justicia ingrata Benoist
12. Justicia insolita Brandegee
13. Justicia insularis T.Anderson
14. Justicia internodialis B.Hansen
15. Justicia involucrata (Nees) Leonard
16. Justicia iochila Mildbr.
17. Justicia irumuensis (Lindau) Bamps & Champl.
18. Justicia irwinii Wassh.
19. Justicia ischnorhachis Leonard
20. Justicia israelvargasii Wassh. & J.R.I.Wood
21. Justicia isthmensis T.F.Daniel
22. Justicia itatiaiensis Profice
23. Justicia ivohibensis Benoist
24. Justicia ixodes Leonard
25. Justicia ixtlania T.F.Daniel

### J
1. Justicia jacobinioides Leonard
2. Justicia jacuipensis A.L.A.Côrtes & Rapini
3. Justicia jamaicensis (Britton) Stearn
4. Justicia jamisonii Jongkind & Vollesen
5. Justicia japurensis Profice
6. Justicia jitotolana T.F.Daniel
7. Justicia johannae Benoist
8. Justicia johorensis J.Sinclair
9. Justicia jujuyensis C.Ezcurra

### K
1. Justicia kampotiana Benoist
2. Justicia kanal T.F.Daniel
3. Justicia karroica J.C.Manning & Goldblatt
4. Justicia karsticola T.F.Daniel
5. Justicia kasamae Vollesen
6. Justicia kempeana F.Muell.
7. Justicia keriana Sweet
8. Justicia kerrii J.B.Imlay
9. Justicia kessleri Wassh. & J.R.I.Wood
10. Justicia kiborianensis (Hedrén) Vollesen
11. Justicia killipii Leonard
12. Justicia kirkbridei Wassh.
13. Justicia kirkiana T.Anderson
14. Justicia kiwuensis Mildbr.
15. Justicia kleinii Wassh. & L.B.Sm.
16. Justicia kouytcheensis (H.Lév.) E.Hossain
17. Justicia kucharii Hedrén
18. Justicia kuestera V.A.W.Graham
19. Justicia kulalensis Vollesen
20. Justicia kunhardtii Leonard
21. Justicia kuntzei Lindau
22. Justicia kurzii C.B.Clarke
23. Justicia kwangsiensis (H.S.Lo) H.S.Lo

### L
1. Justicia ladanoides Lam.
2. Justicia laeta S.Moore
3. Justicia lamprophylla Leonard
4. Justicia lanstyakii Rizzini
5. Justicia laotica Benoist
6. Justicia latiflora Hemsl.
7. Justicia lavandulifolia (Nees) Pohl ex Nees
8. Justicia laxa T.Anderson
9. Justicia lazarus S.Moore
10. Justicia leikipiensis S.Moore
11. Justicia lenticellata Champl.
12. Justicia leonardii Wassh.
13. Justicia lepida (Nees) Wassh.
14. Justicia leptochlamys Leonard
15. Justicia leptophylla Leonard
16. Justicia leptostachya Hemsl.
17. Justicia leucerythra Leonard
18. Justicia leucodermis Schinz
19. Justicia leucoesthes Benoist
20. Justicia leucostachya (Bremek.) V.A.W.Graham
21. Justicia leucothamna (Standl.) T.F.Daniel, Carnevali & Tapia
22. Justicia leucoxiphus Vollesen, Cheek & Ghogue
23. Justicia lianshanica (H.S.Lo) H.S.Lo
24. Justicia lilloana Ariza
25. Justicia lilloi (J.L.Lotti) C.Ezcurra
26. Justicia linaria T.Anderson
27. Justicia linearis B.L.Rob. & Greenm.
28. Justicia linearispica C.B.Clarke
29. Justicia lineolata Ruiz & Pav.
30. Justicia linifolia (Lindau) V.A.W.Graham
31. Justicia lithospermoides Lindau
32. Justicia littoralis J.R.I.Wood
33. Justicia lobata Benoist
34. Justicia loheri C.B.Clarke
35. Justicia lolioides S.Moore
36. Justicia longiacuminata Rusby
37. Justicia longiflora Vis.
38. Justicia longii Hilsenb.
39. Justicia longula Benoist
40. Justicia lorata Ensermu
41. Justicia loretensis Lindau
42. Justicia lovoiensis Champl.
43. Justicia loxensis Wassh.
44. Justicia lucindae T.F.Daniel & V.W.Steinm.
45. Justicia lugoi Wassh.
46. Justicia lukei Vollesen
47. Justicia lundellii Leonard
48. Justicia luschnathii Lindau
49. Justicia luzmariae T.F.Daniel, Carnevali & Tapia
50. Justicia lythroides (Nees) V.A.W.Graham

### M
1. Justicia macarenensis Leonard
2. Justicia macrantha Benth.
3. Justicia madagascariensis Lindau
4. Justicia madrensis T.F.Daniel
5. Justicia magdalenensis J.R.I.Wood
6. Justicia maguirei Wassh.
7. Justicia maingayi C.B.Clarke
8. Justicia malacophylla Leonard
9. Justicia mandonii (Lindau) Wassh. & C.Ezcurra
10. Justicia manserichensis Wassh.
11. Justicia mariae Hedrén
12. Justicia marojejiensis Benoist
13. Justicia martiana (Nees) Lindau
14. Justicia martinsoniana R.A.Howard
15. Justicia masiaca T.F.Daniel
16. Justicia matammensis (Schweinf.) Oliv.
17. Justicia matogrossensis Wassh.
18. Justicia maxima (Lindau) S.Moore
19. Justicia maya T.F.Daniel
20. Justicia mbalaensis Vollesen
21. Justicia mcdowellii Wassh.
22. Justicia mckenleyi Proctor
23. Justicia mediocris Benoist
24. Justicia medrani Henrickson & Hiriart
25. Justicia megalantha Wassh. & J.R.I.Wood
26. Justicia mendax (Lindau) Wassh.
27. Justicia mendoncae Benoist
28. Justicia mesetarum Wassh. & J.R.I.Wood
29. Justicia metallica Lindau
30. Justicia metallicorum S.Moore
31. Justicia metallorum P.A.Duvign.
32. Justicia meyeniana (Nees) Lindau
33. Justicia microcarpa Ridl.
34. Justicia microthyrsa Vollesen
35. Justicia migeodii (S.Moore) V.A.W.Graham
36. Justicia miguelii V.A.W.Graham
37. Justicia minensis Profice
38. Justicia minima A.Meeuse
39. Justicia minutiflora Benoist
40. Justicia minutifolia Chiov.
41. Justicia mirabiloides Lam.
42. Justicia mirandae T.F.Daniel
43. Justicia mkungweensis Vollesen
44. Justicia modesta (Bremek.) V.A.W.Graham
45. Justicia mogandjoensis De Wild.
46. Justicia mollugo C.B.Clarke
47. Justicia monachinoi Wassh.
48. Justicia monopleurantha (Lindau) Wassh.
49. Justicia monticola (Nees) Profice
50. Justicia montis-salinarum A.Meeuse
51. Justicia moretiana Burm.f.
52. Justicia moritziana Wassh.
53. Justicia morona-santiagoensis Wassh.
54. Justicia mossambicensis Lindau
55. Justicia multibracteata Benoist
56. Justicia multicaulis Donn.Sm.
57. Justicia multinodis Benoist
58. Justicia myuros Benoist

### N
1. Justicia namatophila Leonard
2. Justicia namibensis J.C.Manning & Goldblatt
3. Justicia nana (Nees) Lindau
4. Justicia nanofrutex Champl.
5. Justicia natalensis (Nees) T.Anderson
6. Justicia neesiana (Nees) Wall. ex T.Anderson
7. Justicia nelsonii (Greenm.) T.F.Daniel
8. Justicia nematocalix Lindau
9. Justicia nemorosa Sw.
10. Justicia neomontana Bennet & Sum.Chandra
11. Justicia nepalensis V.A.W.Graham
12. Justicia nepeta S.Moore
13. Justicia nervata (Lindau) Profice
14. Justicia neurantha Collett & Hemsl.
15. Justicia neurochlamys Leonard
16. Justicia nevlingii Wassh. & T.F.Daniel
17. Justicia niassensis Vollesen
18. Justicia nicaraguensis Durkee
19. Justicia nigerica S.Moore
20. Justicia niokolo-kobae Berhaut
21. Justicia nkandlaensis (Immelman) J.C.Manning & Goldblatt
22. Justicia nodicaulis (Nees) Leonard
23. Justicia novogaliciana T.F.Daniel
24. Justicia novogranatensis Leonard
25. Justicia nummulus Benoist
26. Justicia nuriana Wassh.
27. Justicia nuttii C.B.Clarke
28. Justicia nyassana Lindau

### O
1. Justicia oaxacana (Greenm.) T.F.Daniel
2. Justicia obcordata Benoist
3. Justicia oblongifolia (Lindau) M.E.Steiner
4. Justicia obovata Wassh. & J.R.I.Wood
5. Justicia obtusicapsula Hedrén
6. Justicia ochroleuca Blume
7. Justicia odora (Forssk.) Lam.
8. Justicia oellgaardii Wassh.
9. Justicia oldemanii Wassh.
10. Justicia oncodes (Lindau) Wassh. & C.Ezcurra
11. Justicia onilahensis Benoist
12. Justicia oranensis N.De Marco & Ter.Ruiz
13. Justicia orbicularis (Lindau) V.A.W.Graham
14. Justicia orchioides L.f.
15. Justicia oreadum S.Moore
16. Justicia oreophila C.B.Clarke
17. Justicia oreopola Leonard
18. Justicia ornatopila Ensermu
19. Justicia ornithopoda Benoist
20. Justicia orosiensis Durkee
21. Justicia otophora C.B.Clarke
22. Justicia ovalis Ridl.
23. Justicia oxypages Leonard

### P
1. Justicia pacifica (Oerst.) Hemsl.
2. Justicia palaciosii Wassh.
3. Justicia pallida J.B.Imlay
4. Justicia palmeri Rose
5. Justicia pampolystachys Leonard
6. Justicia panamense Durkee
7. Justicia panarensis Wassh.
8. Justicia panduriformis Benoist
9. Justicia pannieri Leonard
10. Justicia parabolica (Nees) Profice
11. Justicia paracambi Braz
12. Justicia parahyba P.L.R.Moraes
13. Justicia parguazensis Wassh.
14. Justicia parimensis Wassh.
15. Justicia paruana Wassh.
16. Justicia parvibracteata Leonard
17. Justicia paspaloides Benoist
18. Justicia pastazana Wassh.
19. Justicia patentiflora Hemsl.
20. Justicia pathanamthittiensis Remadevi & Binoj Kumar
21. Justicia paucifolia T.F.Daniel
22. Justicia paucinervis Benoist
23. Justicia pedemontana Champl.
24. Justicia pedestris Benoist
25. Justicia pedicellata D.N.Gibson
26. Justicia pedropalensis J.R.I.Wood
27. Justicia pelianthia Leonard
28. Justicia peninsularis Gómez-Laur. & Hammel
29. Justicia peratanthoides Urb. & Ekman
30. Justicia periplocifolia Jacq.
31. Justicia petiolaris E.Mey.
32. Justicia petraea Leonard
33. Justicia petterssonii (Hedrén) Vollesen
34. Justicia pharmacodes Leonard
35. Justicia phillipsiae Rendle
36. Justicia phlebodes Leonard & Gentry
37. Justicia phlebophylla Leonard
38. Justicia phlomoides Mildbr.
39. Justicia phyllocalyx (Lindau) Wassh. & C.Ezcurra
40. Justicia phyllostachys C.B.Clarke
41. Justicia physogaster Lindau
42. Justicia phytolaccoides Leonard
43. Justicia piauhiensis (Nees) V.A.W.Graham
44. Justicia pilosa (Nees) Lindau
45. Justicia pilosella (Nees) Hilsenb.
46. Justicia pilosocordata C.B.Clarke
47. Justicia pilosula Benoist
48. Justicia pilzii T.F.Daniel
49. Justicia pinensis S.Moore
50. Justicia pinguior C.B.Clarke
51. Justicia pittieri Lindau
52. Justicia platysepala (S.Moore) P.G.Mey.
53. Justicia plebeia Benoist
54. Justicia plowmanii Wassh.
55. Justicia plumbaginifolia J.Jacq.
56. Justicia pluriformis Wassh. & J.R.I.Wood
57. Justicia poeppigiana (Nees) Lindau
58. Justicia poggei Lindau
59. Justicia pohliana Profice
60. Justicia poilanei Benoist
61. Justicia polita (Nees) Profice
62. Justicia polyantha Benoist
63. Justicia polygonoides Kunth
64. Justicia polyneura J.B.Imlay
65. Justicia polystachya Lam.
66. Justicia porphyrocoma Leonard
67. Justicia potamogeton Lindau
68. Justicia potamophila Lindau
69. Justicia potarensis (Bremek.) Wassh.
70. Justicia pozuzoensis Wassh.
71. Justicia prachuapensis Rueangs. & Chantar.
72. Justicia preussii (Lindau) C.B.Clarke
73. Justicia prevostiae Wassh.
74. Justicia prietori Wassh.
75. Justicia pringlei B.L.Rob.
76. Justicia prominens Benoist
77. Justicia protracta T.Anderson
78. Justicia pseudoamazonica Lindau
79. Justicia pseudohypoestes Benoist
80. Justicia pseudorungia Lindau
81. Justicia pseudospicata H.S.Lo & D.Fang
82. Justicia pseudotenella Champl.
83. Justicia puberula Immelman
84. Justicia pubiflora C.B.Clarke
85. Justicia pubigera (Nees) Wall. ex C.B.Clarke
86. Justicia pulgarensis (Elmer) C.M.Gao & Y.F.Deng
87. Justicia purpusii (Brandegee) D.N.Gibson
88. Justicia pycnophylla Lindau
89. Justicia pygmaea Lindau
90. Justicia pynaertii De Wild.
91. Justicia pyrrhostachya (Lindau) Wassh.

### Q
1. Justicia quadrifaria (Nees) T.Anderson

### R
1. Justicia racemulosa Wikstr.
2. Justicia radicans Vahl
3. Justicia ramamurthyi Karthik. & Moorthy
4. Justicia ramulosa (Morong) C.Ezcurra
5. Justicia rauhii Wassh.
6. Justicia readii T.F.Daniel & Wassh.
7. Justicia rectiflora (Lindau) V.A.W.Graham
8. Justicia refractifolia (Kuntze) Leonard
9. Justicia refulgens Leonard
10. Justicia reginaldii Wassh.
11. Justicia regis Hedrén
12. Justicia regnellii Lindau
13. Justicia reisensis Rusby
14. Justicia reitzii Leonard
15. Justicia remotifolia Ridl.
16. Justicia rendlei C.B.Clarke
17. Justicia reptabunda Benoist
18. Justicia reticulata Benoist
19. Justicia rhodantha Benoist
20. Justicia rhodesiana S.Moore
21. Justicia rhodoides Leonard
22. Justicia rhodoptera Baker
23. Justicia rhomboidea Wassh. & J.R.I.Wood
24. Justicia richardii Benoist
25. Justicia richardsiae Hedrén
26. Justicia rictus Benoist
27. Justicia riedeliana (Nees) V.A.W.Graham
28. Justicia rigens Benoist
29. Justicia rigida Balf.f.
30. Justicia riojana Lindau
31. Justicia riopalenquensis Wassh.
32. Justicia riparia Kameyama
33. Justicia robertii V.A.W.Graham
34. Justicia robinsonii Ridl.
35. Justicia rodgersii Vollesen
36. Justicia rohrii Vahl
37. Justicia roigii Britton ex Alain
38. Justicia romba Benoist
39. Justicia roseopunctata (Ridl.) Ridl. ex S.Moore
40. Justicia rothschuhii (Lindau) Durkee
41. Justicia rubicunda (Hochst.) Fourc.
42. Justicia rubriflora Wassh. & J.R.I.Wood
43. Justicia rubropicta Benoist
44. Justicia rubroviolacea Benoist
45. Justicia ruiziana Lindau
46. Justicia rupestris Ridl.
47. Justicia rusbyana Lindau
48. Justicia rusbyi (Lindau) V.A.W.Graham
49. Justicia ruwenzoriensis C.B.Clarke
50. Justicia rzedowskii (Acosta) T.F.Daniel

### S
1. Justicia sabulicola Benoist
2. Justicia salasiae T.F.Daniel & E.J.Lott
3. Justicia salicifolia T.Anderson
4. Justicia salma-margaritae Acosta
5. Justicia salsola S.Moore
6. Justicia salsoloides T.Anderson
7. Justicia saltensis Ter.Ruiz & N.De Marco
8. Justicia salvadorensis Standl.
9. Justicia salviiflora Kunth
10. Justicia salvioides Milne-Redh.
11. Justicia sambiranensis Benoist
12. Justicia sanchezioides Leonard
13. Justicia sangilensis T.F.Daniel & Véliz
14. Justicia santapaui Bennet
15. Justicia santelisiana Acosta & T.F.Daniel
16. Justicia sarapiquensis McDade
17. Justicia sarmentosa (Nees) Lindau
18. Justicia sarothroides Lindau
19. Justicia saxatilis (Munday) J.C.Manning & Goldblatt
20. Justicia scabrida S.Moore
21. Justicia scandens Vahl
22. Justicia scansilis (Rizzini) V.A.W.Graham
23. Justicia scheidweileri V.A.W.Graham
24. Justicia schenckiana Lindau
25. Justicia schimperiana T.Anderson
26. Justicia schneideri Leonard
27. Justicia schoensis Lindau
28. Justicia schomburgkiana (Nees) V.A.W.Graham
29. Justicia schultesii Leonard
30. Justicia sciera Leonard
31. Justicia sciota Leonard
32. Justicia scortechinii C.B.Clarke
33. Justicia scutifera Champl.
34. Justicia scytophylla Leonard
35. Justicia sebastianopolitanae Profice
36. Justicia seclusa Benoist
37. Justicia sejuncta Champl.
38. Justicia sellowiana Profice
39. Justicia senicula Benoist
40. Justicia sericea Ruiz & Pav.
41. Justicia sericiflora Benoist
42. Justicia serotina (P.G.Mey.) J.C.Manning & Goldblatt
43. Justicia serrana Kameyama
44. Justicia seslerioides S.Moore
45. Justicia sessilifolia (Lindau) Wassh.
46. Justicia siccanea W.W.Sm.
47. Justicia silvicola D.N.Gibson
48. Justicia simonisia V.A.W.Graham
49. Justicia simplex D.Don
50. Justicia siraensis Wassh.
51. Justicia sitiens Benoist
52. Justicia sivadasanii Sunil, K.M.P.Kumar & Naveen Kum.
53. Justicia skutchii Leonard
54. Justicia soliana Standl.
55. Justicia sonorae Wassh.
56. Justicia soukupii (Standl. & F.A.Barkley) V.A.W.Graham
57. Justicia spartioides T.Anderson
58. Justicia sphaerosperma Vahl
59. Justicia spicigera Schltdl.
60. Justicia spinigera Urb. & Ekman
61. Justicia spinosissima Alain
62. Justicia sprucei V.A.W.Graham
63. Justicia squarrosa Griseb.
64. Justicia stachytarphetoides (Lindau) C.B.Clarke
65. Justicia stearnii V.A.W.Graham
66. Justicia steinbachiorum Wassh. & J.R.I.Wood
67. Justicia stellata (B.L.Rob. & Greenm.) T.F.Daniel
68. Justicia stenophylla Urb. & Britton
69. Justicia sterea Leonard
70. Justicia stereostachya Leonard
71. Justicia steyermarkii Standl. & Leonard
72. Justicia stipitata Wassh. & Arroyo
73. Justicia straminea D.N.Gibson
74. Justicia striata (Klotzsch) Bullock
75. Justicia strigilis Benoist
76. Justicia striolata Mildbr.
77. Justicia suarezensis Benoist
78. Justicia subalternans C.B.Clarke
79. Justicia subcoriacea Ridl.
80. Justicia subcymosa C.B.Clarke
81. Justicia subpaniculata Benoist
82. Justicia sulphuriflora Hedrén
83. Justicia sumatrana (Miq.) Kurz
84. Justicia suratensis J.B.Imlay
85. Justicia symphyantha (Nees) Lindau
86. Justicia syncollotheca Milne-Redh.

### T
1. Justicia takhinensis R.Atk.
2. Justicia tanalensis S.Moore
3. Justicia tarapotensis Lindau
4. Justicia teletheca T.F.Daniel
5. Justicia telloensis Hedrén
6. Justicia tenera (Turrill) D.N.Gibson
7. Justicia tenuiflora Ruiz & Pav.
8. Justicia tenuipes S.Moore
9. Justicia tenuis Merr.
10. Justicia tenuissima J.B.Imlay
11. Justicia tenuistachys (Rusby) Wassh. & J.R.I.Wood
12. Justicia tetrasperma Hedrén
13. Justicia thiniophila Ensermu
14. Justicia thomensis Lindau
15. Justicia thunbergioides (Lindau) Leonard
16. Justicia thymifolia (Nees) C.B.Clarke
17. Justicia tianguensis T.F.Daniel
18. Justicia tigrina Heine
19. Justicia tinctoriella Bennet & Raizada
20. Justicia tobagensis (Urb.) Wassh.
21. Justicia tocantina (Nees) V.A.W.Graham
22. Justicia tonduzii Lindau
23. Justicia tonsa (P.G.Mey.) J.C.Manning & Goldblatt
24. Justicia toroensis S.Moore
25. Justicia torresii T.F.Daniel
26. Justicia tranquebariensis L.f.
27. Justicia tremulifolia Lindau
28. Justicia trianae (Leonard) J.R.I.Wood
29. Justicia trichocarpa J.B.Imlay
30. Justicia trichophylla Baker
31. Justicia trichotoma (Kuntze) Leonard
32. Justicia tricostata Vollesen
33. Justicia trifoliata Roem. & Schult.
34. Justicia tristis (Nees) T.Anderson
35. Justicia trivialis Benoist
36. Justicia tubulosa (Nees) T.Anderson
37. Justicia tukuchensis V.A.W.Graham
38. Justicia turipachensis T.F.Daniel
39. Justicia tutukuensis Champl.
40. Justicia tuxtlensis T.F.Daniel

### U
1. Justicia uber C.B.Clarke
2. Justicia udzungwaensis Vollesen
3. Justicia ukagurensis Hedrén
4. Justicia ulei Lindau
5. Justicia umbricola Wassh. & J.R.I.Wood
6. Justicia unguiculata Leonard
7. Justicia unyorensis S.Moore
8. Justicia upembensis Hedrén
9. Justicia urophylla (Lindau) D.N.Gibson
10. Justicia uvida Wassh.
11. Justicia uxpanapensis T.F.Daniel

### V
1. Justicia vagabunda Benoist
2. Justicia vagans Collett & Hemsl.
3. Justicia valerii Leonard
4. Justicia valida Ridl.
5. Justicia valvata T.F.Daniel
6. Justicia vasculosa (Nees) T.Anderson
7. Justicia velizii T.F.Daniel
8. Justicia venalis Benoist
9. Justicia ventricosa Wall. ex Nees
10. Justicia venulosa Ridl.
11. Justicia veracruzana T.F.Daniel
12. Justicia veraguensis T.F.Daniel & Wassh.
13. Justicia vernalis Wassh. & J.R.I.Wood
14. Justicia vicina Benoist
15. Justicia vidalii C.B.Clarke
16. Justicia violaceotincta Champl.
17. Justicia virescens Ridl.
18. Justicia virgata (Nees) T.Anderson
19. Justicia viridescens (Leonard) T.F.Daniel
20. Justicia viridifavescens Lindau
21. Justicia vitzliputzlii Lindau
22. Justicia vixspicata Lindau

### W
1. Justicia wallichii (Nees) T.Anderson
2. Justicia wallnoeferi Wassh.
3. Justicia wardii W.W.Sm.
4. Justicia warmingii Hiern
5. Justicia warnockii B.L.Turner
6. Justicia wasshauseniana Profice
7. Justicia wasshausenii Kottaim.
8. Justicia weberbaueri (Lindau) Wassh.
9. Justicia wendtii T.F.Daniel
10. Justicia whytei S.Moore
11. Justicia wilhelminensis Wassh.
12. Justicia williamsii T.F.Daniel
13. Justicia wrightii A.Gray
14. Justicia wurdackii Leonard
15. Justicia wynaadensis B.Heyne

### X
1. Justicia xantholeuca W.W.Sm.
2. Justicia xanthostachya Leonard
3. Justicia xerobatica W.W.Sm.
4. Justicia xerophila W.W.Sm.
5. Justicia xipotensis (Schult.) A.L.A.Côrtes & Rapini
6. Justicia xylopoda W.W.Sm.
7. Justicia xylosteoides Griseb.

### Y
1. Justicia yhuensis Lindau
2. Justicia yungensis Wassh. & J.R.I.Wood
3. Justicia yunnanensis W.W.Sm.
4. Justicia yurimaguensis Lindau
5. Justicia yuyoensis Wassh. & J.R.I.Wood

### Z
1. Justicia zamorensis Wassh.
2. Justicia zamudioi T.F.Daniel
3. Justicia zarucchii Wassh.
4. Justicia zopilotensis Henrickson & Hiriart